# Linh dương Sitatunga
Linh dương Sitatunga (danh pháp hai phần: Tragelaphus spekii) là một loài động vật có vú trong họ Bovidae, bộ Artiodactyla. Loài này được Speke mô tả năm 1863.. Chúng thường sinh sống ở đầm lầy được tìm thấy khắp Trung Phi, tập trung ở Cộng hòa Dân chủ Congo, Cameroon và một số khu vực của Nam Sudan cũng như ở Ghana, Botswana, Zambia, Gabon, Tanzania, Uganda và Kenya. Loài này được mô tả lần đầu bởi nhà thám hiểm Anh John Hanning Speke năm 1863. Chúng là linh dương cỡ vừa. Con đực có chiều cao đến vai khoảng 81–116 cm. Chúng có lông không thấm nước, rậm có nhiều màu khác nhau. Thân và chân đặc biệt thích nghi với môi trường sống đầm lầy. Chỉ có con đực có sừng hình xoắn ốc, có một hoặc hai chỗ xoắn và dài 45–92 cm.
Linh dương Sitatunga giới hạn trong môi trường sống đầm lầy và đầm lầy. Ở đây sinh sống trong thảm thực vật cao lớn và dày đặc cũng như đầm lầy theo mùa, các khu vực cây thưa trong rừng, bụi ven sông và đầm lầy ngập mặn. Việc mất môi trường sống là mối đe dọa nghiêm trọng nhất đối với sự sống còn của loài linh dương Sitatunga. Loài này đã được phân loại là loài ít quan tâm theo Liên minh Quốc tế Bảo tồn Thiên nhiên và Tài nguyên Thiên nhiên (IUCN), và theo Phụ lục III (Ghana) của Công ước Washington (CITES). Mặc dù có một số quần thể nhỏ ở một số quốc gia, loài này phổ biến trong nhiều khu vực như đồng bằng sông Okavango và đầm lầy Bangweulu.

## Hình ảnh

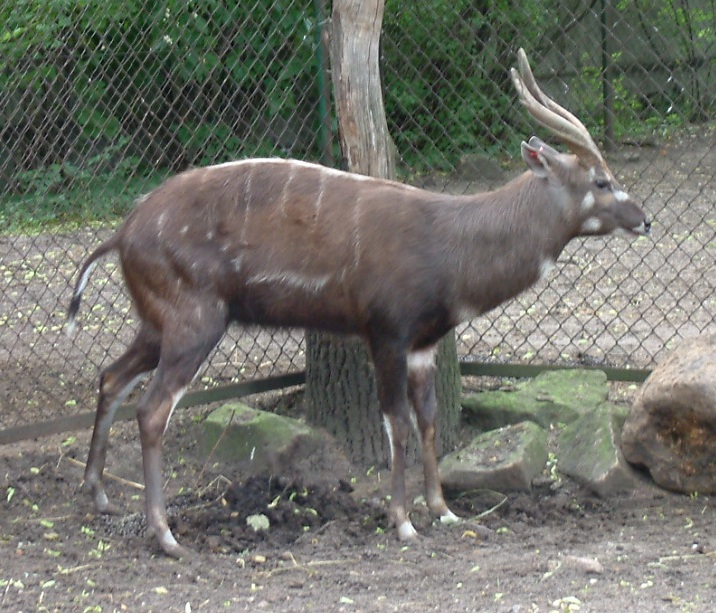
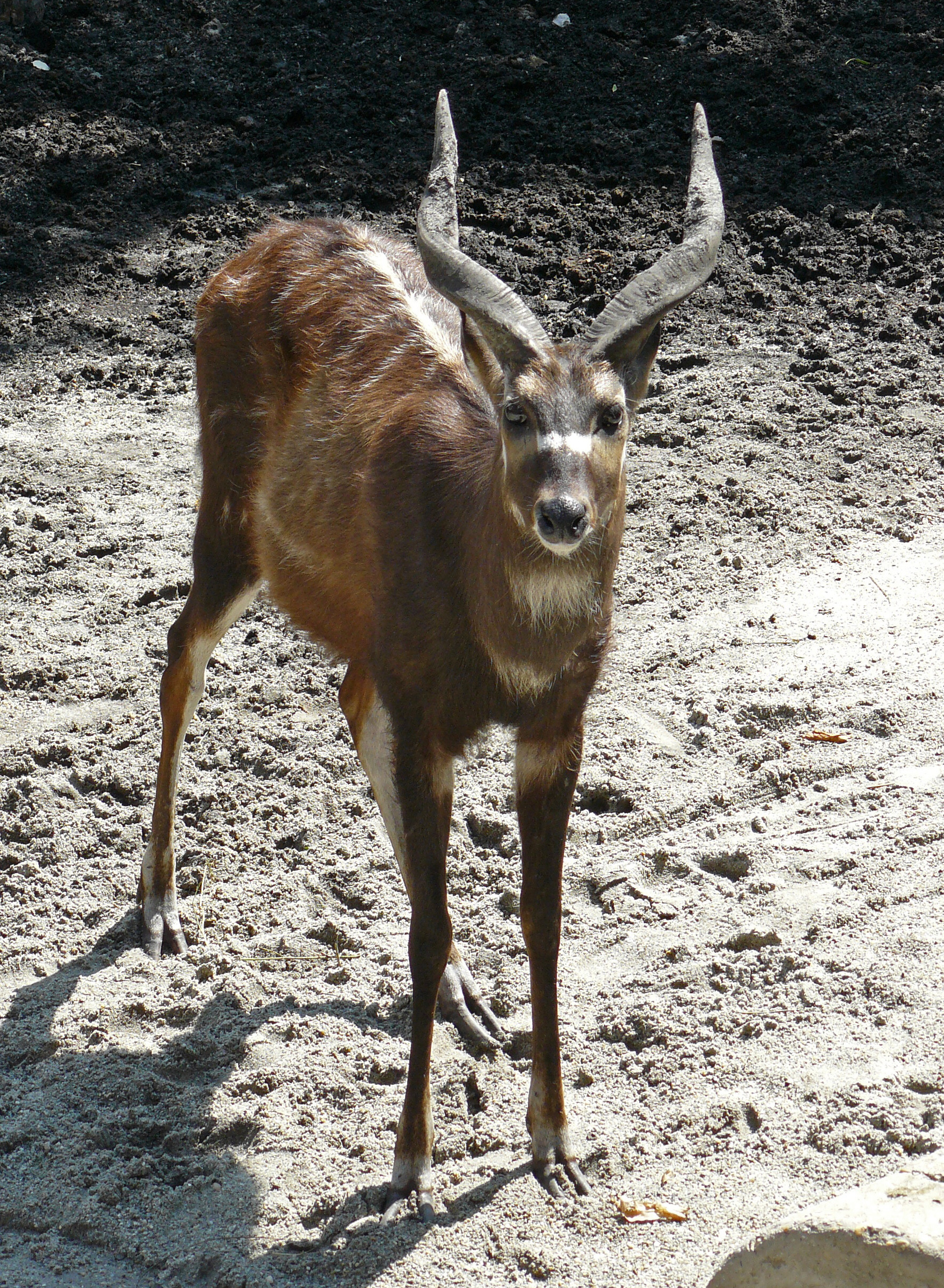
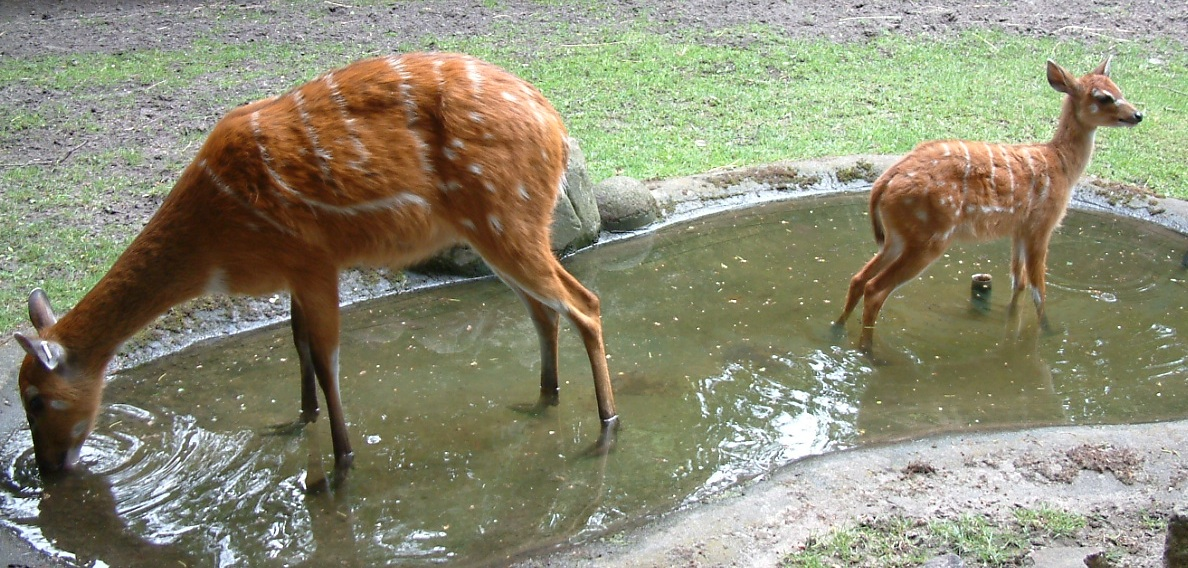
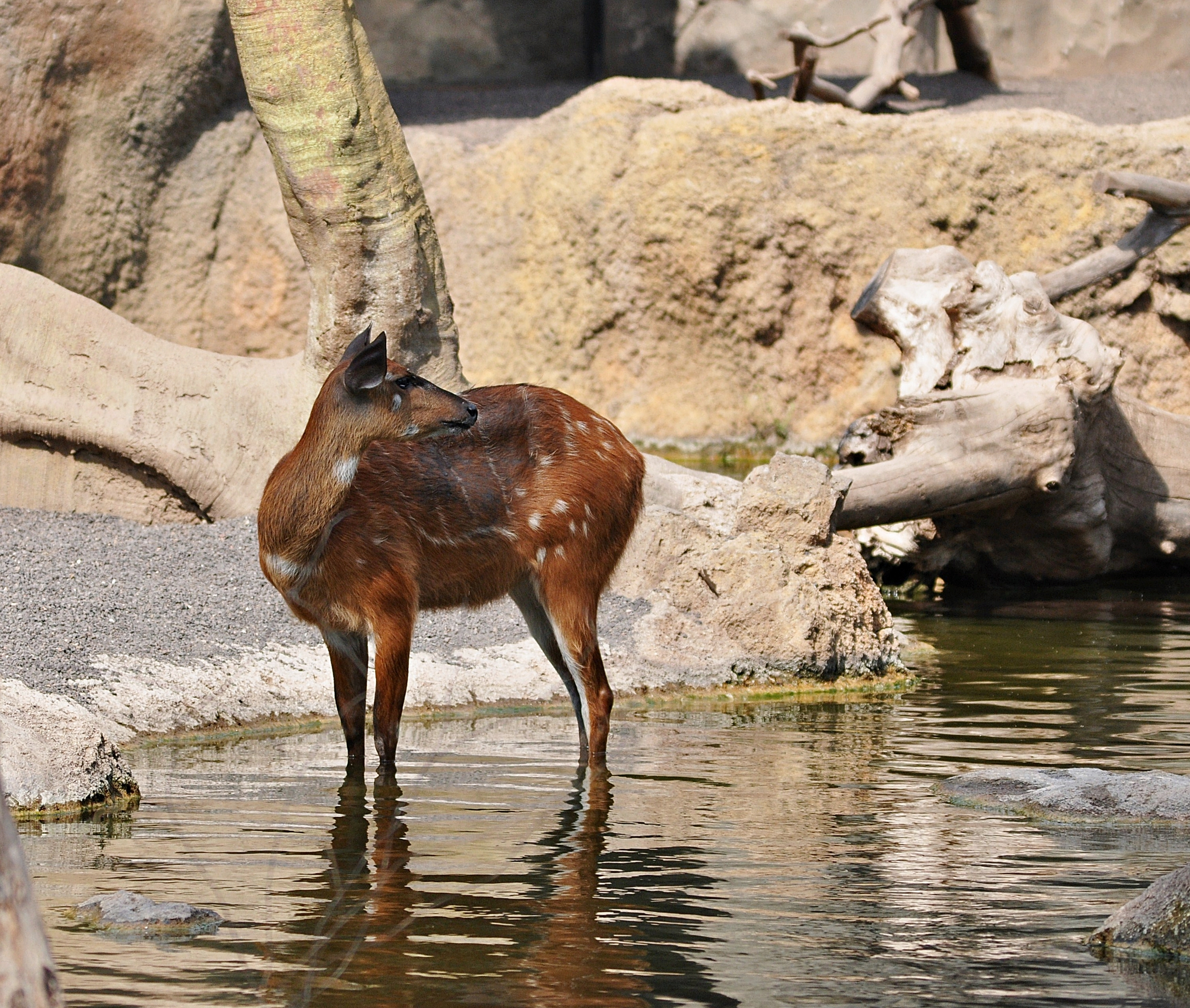